# Nabil Ben Yadir
Nabil Ben Yadir (Brussel, 24 februari 1979) is een Belgisch filmregisseur, scenarioschrijver en acteur.

## Biografie
Nabil Ben Yadir werd in 1979 geboren in het hôpital St-Jean. Op 23 oktober 1996 had Nabil een ongeluk waardoor hij het gehoor aan zijn linkerkant verloor. In juni 1998 behaalde hij zijn diploma Elektromechanica. Bijna tien jaar later, op 19 mei 2008 begon de eerste filmdag van Les Barons, zijn langspeelfilmdebuut als regisseur, die in november 2009 de eerste maal vertoond werd.
In oktober 2021 ging zijn film Animals in première op het Film Fest Gent. Deze biografische film gaat over de homofobe moord op Ihsane Jarfi, met Soufiane Chilah in de hoofdrol. Animals werd genomineerd voor zes Magritte-filmprijzen, waaronder die voor beste film en beste regisseur.
In 2024 richtte hij samen met Marc Goyens het productiehuis Komoko op, dat zich richt op maatschappelijk relevante films en ondersteuning biedt aan filmmakers met een eigen stem.

## Filmografie

### Als regisseur en (co-)scenarioschrijver
- 2021: Animals
- 2018: Patser
- 2017: Dode hoek
- 2013: La Marche
- 2009: Les Barons
- 2005: Sortie de Clown (kortfilm)

### Als acteur
- 2009: Les Barons
- 2008: 9mm
- 2005: Le Couperet
- 2001: Au-delà de Gibraltar

## Prijzen en nominaties
De belangrijkste:
| Jaar | Prijs          | Categorie                                                                | Genomineerde(n) | Uitslag     |
| ---- | -------------- | ------------------------------------------------------------------------ | --------------- | ----------- |
| 2015 | Magritte Award | Beste film                                                               | La Marche       | Genomineerd |
| 2015 | Magritte Award | Beste regie                                                              | La Marche       | Genomineerd |
| 2015 | Magritte Award | Beste scenario (samen met Romain Compingt)                               | La Marche       | Genomineerd |
| 2014 | Prix Lumières  | Beste scenario (samen met Romain Compingt)                               | La Marche       | Genomineerd |
| 2011 | Magritte Award | Beste film                                                               | Les Barons      | Genomineerd |
| 2011 | Magritte Award | Beste regie                                                              | Les Barons      | Genomineerd |
| 2011 | Magritte Award | Beste scenario (samen met Laurent Brandenbourger en Débastien Fernandez) | Les Barons      | Genomineerd |